# 鼓ヶ滝公園

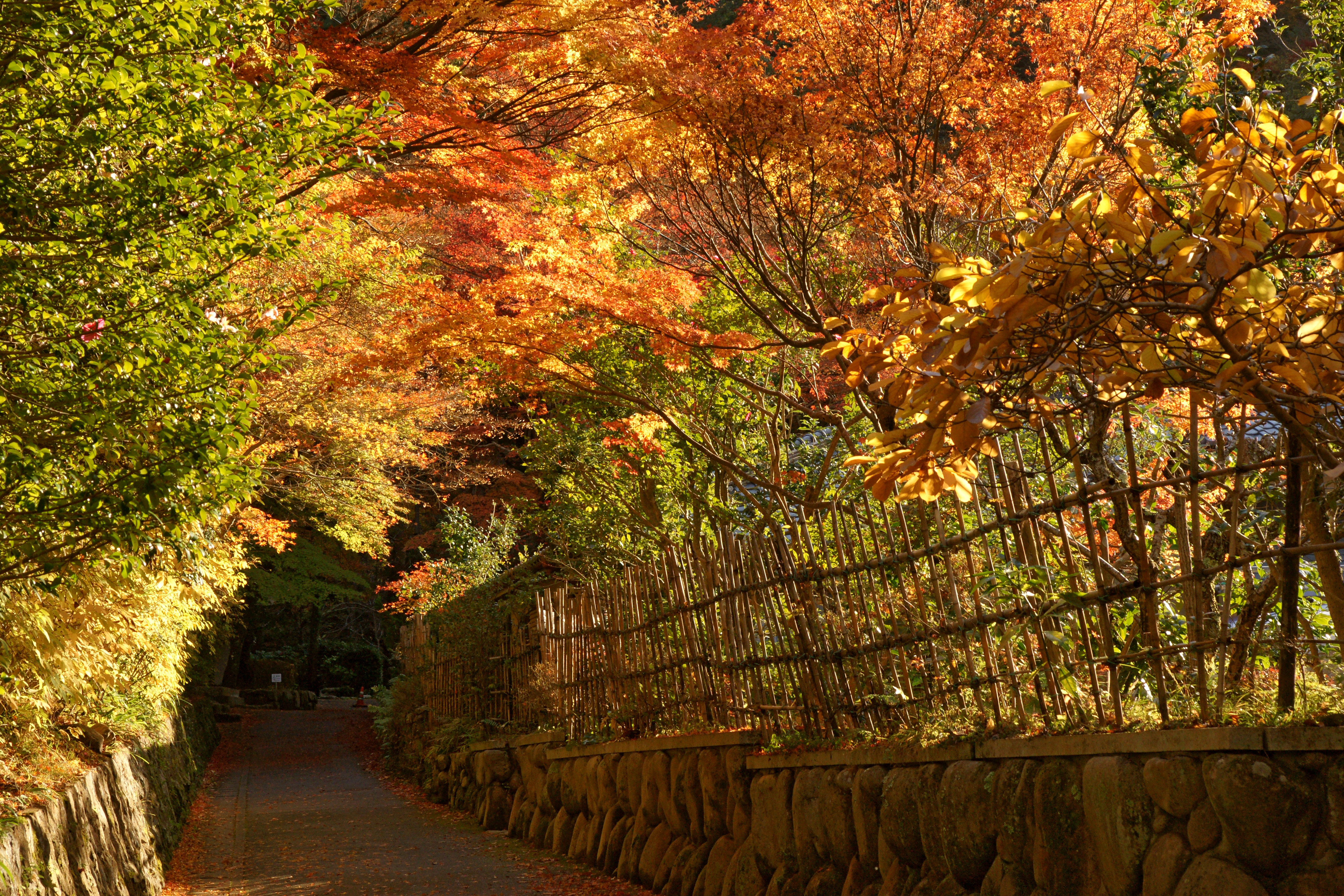
公園入口の滝道

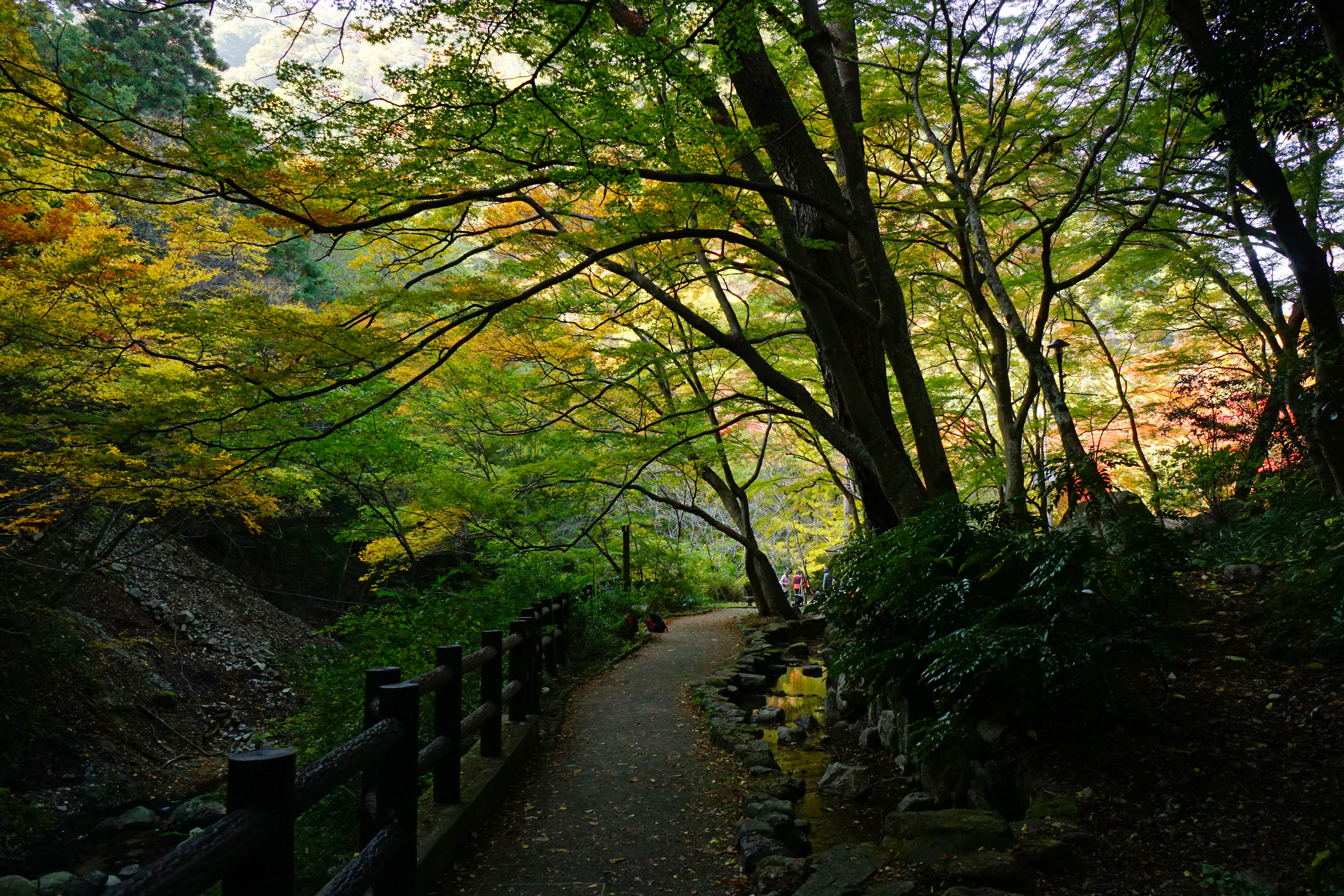
遊歩道

鼓ヶ滝公園（つづみがたきこうえん）は兵庫県神戸市にある公園。

## 概要
有馬温泉街の南、六甲山地北麓の鬱蒼とした森林の中に在る鼓ヶ滝とそれを源とする滝川（有馬川上流）の岸辺にある滝道を整備して造られた細長い公園である。公園と周囲にはヤマザクラやカエデなどの広葉樹が生い茂り、近世以前より春は桜、初夏は新緑、秋は紅葉の名所として知られ、四季を通じて森林浴のスポットとして賑わっている。下流の温泉街入り口の鼓橋あたりではゲンジボタルやカジカが生息するほど水の流れは清い。

## 公園内の名所・旧跡

### 鼓ヶ滝
公園の南端にある高さ8mの直瀑で、江戸時代の「有馬六景」の一つに数えられる。その名称は、滝音（滝壺に落ちる水音が岩に反響して出る音）が鼓のように響いていたことに由来する。
しかし、昭和13年（1938年）の阪神大水害のときに滝が崩壊し、その後2段の段瀑であったものを現在の直瀑に変更して修復された。そのとき以来、鼓のような滝音は消滅したとされている。
滝近くには茶店が設けられている。

### その他
- 有明桜標石
- 「清響万古湧白雲」の石碑 - 滝壺近くにある。有馬保勝会総裁であった九鬼隆一を記念して建立された。

## 交通アクセス
- 六甲有馬ロープウェイ 有馬温泉駅 徒歩5分
- 神戸電鉄有馬線 有馬温泉駅 徒歩20分

## 周辺
- 紅葉谷
- 有馬ます池